# Acinia pallida
Acinia pallida är en tvåvingeart som först beskrevs av Macquart 1835.  Acinia pallida ingår i släktet Acinia och familjen borrflugor.
Artens utbredningsområde är Frankrike. Inga underarter finns listade i Catalogue of Life.